# Pallacanestro ai Giochi della XXIII Olimpiade - Torneo maschile
Il torneo maschile di pallacanestro ai Giochi della XXIII Olimpiade ebbe inizio il 29 luglio 1984 e si concluse il 10 agosto. Gli Stati Uniti sconfissero in finale la Spagna con il risultato di 96-65; il bronzo andò alla Jugoslavia.

## Fase preliminare

### Gruppo A
| Team              | Pt | V - P | PF - PS   | DP   |
| ----------------- | -- | ----- | --------- | ---- |
| 1. Jugoslavia     | 10 | 5 - 0 | 457 - 366 | +91  |
| 2. Italia         | 9  | 4 - 1 | 437 - 363 | +74  |
| 3. Australia      | 8  | 3 - 2 | 383 - 403 | -20  |
| 4. Germania Ovest | 7  | 2 - 3 | 384 - 376 | +8   |
| 5. Brasile        | 6  | 1 - 4 | 401 - 423 | -22  |
| 6. Egitto         | 5  | 0 - 5 | 349 - 480 | -131 |

### Gruppo B
| Team           | Pt | V - P | PF - PS   | DP   |
| -------------- | -- | ----- | --------- | ---- |
| 1. Stati Uniti | 10 | 5 - 0 | 511 - 315 | +196 |
| 2. Spagna      | 9  | 4 - 1 | 457 - 438 | +19  |
| 3. Canada      | 8  | 3 - 2 | 462 - 401 | +61  |
| 4. Uruguay     | 7  | 2 - 3 | 403 - 460 | -57  |
| 5. Cina        | 6  | 1 - 4 | 364 - 477 | -113 |
| 6. Francia     | 5  | 0 - 5 | 383 - 489 | -106 |

## Fase finale

### Piazzamenti 9º-12º posto
| Los Angeles 5 agosto 1984, ore 14:30 | Brasile                  | 100 – 86 (63-53) referto | Francia | The Forum (11.851 spett.)\| Arbitri: \| John Holden Luó Jĭngróng \| |
| Arbitri:                             | John Holden Luó Jĭngróng |                          |         |                                                                     |

| Los Angeles 5 agosto 1984, ore 20:30 | Cina                             | 76 – 73 (40-39) referto | Egitto | The Forum (12.206 spett.)\| Arbitri: \| Radoslav Petrović Felipe Medardo \| |
| Arbitri:                             | Radoslav Petrović Felipe Medardo |                         |        |                                                                             |

| Los Angeles 9 agosto 1984, ore 10:00 | Francia                   | 102 – 78 (51-40) referto | Egitto | The Forum (11.060 spett.)\| Arbitri: \| Kōstas Rīgas Luó Jĭngróng \| |
| Arbitri:                             | Kōstas Rīgas Luó Jĭngróng |                          |        |                                                                      |

| Los Angeles 9 agosto 1984, ore 12:00 | Brasile                 | 86 – 76 (42-40) referto | Cina | The Forum (11.060 spett.)\| Arbitri: \| John Holden Abdel-Salem \| |
| Arbitri:                             | John Holden Abdel-Salem |                         |      |                                                                    |

### Piazzamenti 5º-8º posto
| Los Angeles 8 agosto 1984, ore 9:00 | Uruguay                       | 101 – 95 (40-41) referto | Australia | The Forum (10.083 spett.)\| Arbitri: \| Radoslav Petrovic Nelson Dias \| |
| Arbitri:                            | Radoslav Petrovic Nelson Dias |                          |           |                                                                          |

| Los Angeles 8 agosto 1984, ore 11:00 | Germania Ovest                | 71 – 98 (35-45) referto | Italia | The Forum (10.083 spett.)\| Arbitri: \| Radoslav Petrovic Nelson Dias \| |
| Arbitri:                             | Radoslav Petrovic Nelson Dias |                         |        |                                                                          |

| Los Angeles 10 agosto 1984, ore 10:00 | Australia                                  | 83 – 78 (46-42) referto | Germania Ovest | The Forum (9.970 spett.)\| Arbitri: \| Peter van der Willige Armando Donato Rivas \| |
| Arbitri:                              | Peter van der Willige Armando Donato Rivas |                         |                |                                                                                      |

| Los Angeles 10 agosto 1984, ore 12:00 | Uruguay                | 102 – 111 (43-55) referto | Italia | The Forum (9.970 spett.)\| Arbitri: \| Don Cline Eddie Crouch \| |
| Arbitri:                              | Don Cline Eddie Crouch |                           |        |                                                                  |

### Quarti di finale
| Los Angeles 6 agosto 1984, ore 10:00 | Italia                               | 72 – 78 (43-37) referto | Canada | The Forum (10.432 spett.)\| Arbitri: \| Hank Nichols Pedro Hernández Cabrera \| |
| Arbitri:                             | Hank Nichols Pedro Hernández Cabrera |                         |        |                                                                                 |

| Los Angeles 6 agosto 1984, ore 12:00 | Jugoslavia             | 110 – 82 (53-38) referto | Uruguay | The Forum (10.432 spett.)\| Arbitri: \| Yvan Mainini Don Cline \| |
| Arbitri:                             | Yvan Mainini Don Cline |                          |         |                                                                   |

| Los Angeles 6 agosto 1984, ore 17:00 | Spagna                    | 101 – 93 (45-38) referto | Australia | The Forum (12.876 spett.)\| Arbitri: \| Manny Reynoso Nar Zanolin \| |
| Arbitri:                             | Manny Reynoso Nar Zanolin |                          |           |                                                                      |

| Los Angeles 6 agosto 1984, ore 19:00 | Stati Uniti                     | 78 – 67 (46-32) referto | Germania Ovest | The Forum (12.876 spett.)\| Arbitri: \| Ramón Fraixedes Zdravko Kurilić \| |
| Arbitri:                             | Ramón Fraixedes Zdravko Kurilić |                         |                |                                                                            |

### Semifinali
| Los Angeles 8 agosto 1984, ore 15:00 | Jugoslavia              | 61 – 74 (40-35) referto | Spagna | The Forum (7.660 spett.)\| Arbitri: \| Don Cline Manny Reynoso \| |
| Arbitri:                             | Don Cline Manny Reynoso |                         |        |                                                                   |

| Los Angeles 8 agosto 1984, ore 19:00 | Stati Uniti               | 78 – 59 (43-26) referto | Canada | The Forum (13.642 spett.)\| Arbitri: \| Yvan Mainini Kōstas Rīgas \| |
| Arbitri:                             | Yvan Mainini Kōstas Rīgas |                         |        |                                                                      |

### Finali
3º-4º posto
| Los Angeles 9 agosto 1984, ore 19:00 | Jugoslavia                   | 88 – 82 (44-38) referto | Canada | The Forum (9.473 spett.)\| Arbitri: \| Hank Nichols Ľubomír Kotleba \| |
| Arbitri:                             | Hank Nichols Ľubomír Kotleba |                         |        |                                                                        |

1º-2º posto
| Arbitri: | Kōstas Rīgas Nar Zanolin |

|                                                                                                  |            | |
| Jordan 20                                                                                        | Punti      | 16 Jiménez                                                                                                |
| Wood 8                                                                                           | Assist     | 4 Llorente                                                                                                |
| Perkins 7                                                                                        | Rimbalzi   | 8 Jiménez                                                                                                 |
| Alford, Robertson, Jordan, Perkins, Ewing Wood, Fleming, Kleine, Koncak, Tisdale, Mullin, Turner | Formazioni | Corbalán, Margall, Epi, Jiménez, Romay Beirán, Llorente, Arcega, Martín, Solozábal, de la Cruz, Iturriaga |
| Bob Knight                                                                                       | Allenatori | Antonio Díaz-Miguel                                                                                       |

## Classifica finale
| Campione olimpico | Campione olimpico | Campione olimpico |
| --- | ----------------- | --- |
| Stati Uniti4 Alford, 5 Wood, 6 Ewing, 7 Fleming, 8 Robertson, 9 Jordan, 10 Kleine, 11 Koncak, 12 Tisdale, 13 Mullin, 14 Perkins, 15 Turner, All. Bob Knight |                   | |
| Argento | Spagna            | Spagna4 Beirán, 5 Llorente, 6 Arcega, 7 Margall, 8 Jiménez, 9 Romay, 10 Martín, 11 Corbalán, 12 Solozábal, 13 de la Cruz, 14 López, 15 Epi, All. Antonio Díaz-Miguel           |
| Bronzo | Jugoslavia        | Jugoslavia4 D. Petrović, 5 A. Petrović, 6 Zorkić, 7 Žižić, 8 Sunara, 9 Mutapčić, 10 Hadžić, 11 Knego, 12 Radovanović, 13 Nakić, 14 Dalipagić, 15 Vukičević, All. Mirko Novosel |
| 4. | Canada            | Canada4 Kelsey, 5 Simms, 6 Pasquale, 7 Tilleman, 8 Kazanowski, 9 Triano, 10 Hatch, 11 Herbert, 12 Wennington, 13 Raffin, 14 Wiltjer, 15 Meagher, All. Jack Donohue             |
| 5. | Italia            | Italia4 Caglieris, 5 Premier, 6 Bonamico, 7 Gilardi, 8 Magnifico, 9 Brunamonti, 10 Villalta, 11 Meneghin, 12 Riva, 13 Vecchiato, 14 Marzorati, 15 Sacchetti, All. Sandro Gamba |
| 6. | Uruguay           | Uruguay4 López, 5 Larrosa, 6 Pierri, 7 Núñez, 8 Ruiz, 9 Perdomo, 10 Peinado, 11 Pagani, 12 Pereyra, 13 Tito, 14 Mignone, 15 Frattini, All. Ramón Etchamendi                    |
| 7. | Australia         | Australia4 Campbell, 5 Keogh, 6 Smyth, 7 Sengstock, 8 M. Dalton, 9 Carroll, 10 Dalgleish, 11 A. Gaze, 12 Davies, 13 Morseu, 14 B. Dalton, 15 Borner, All. Lindsay Gaze         |
| 8. | Germania Ovest    | Germania Ovest4 Körner, 5 Kadlec, 6 Brauer, 7 Sauer, 8 Peters, 9 Zander, 10 Pappert, 11 Sowa, 12 Schrempf, 13 Blab, 14 Mendel, 15 Welp, All. Ralph Klein                       |
| 9. | Brasile           | Brasile4 Nilo, 5 Sílvio, 6 Gerson, 7 Carioquinha, 8 Cadum, 9 Marquinhos, 10 Eduardo Agra, 11 Marcel, 12 Adilson, 13 Marcelo, 14 Oscar, 15 Israel, All. Renato Brito Cunha      |
| 10. | Cina              | Cina4 Wang H., 5 Lu, 6 Huang, 7 Guo, 8 Kuang, 9 Ji, 10 Li, 11 Sun, 12 Wang L., 13 Liu, 14 Hu, 15 Zhang, All. Qian Chenghai                                                     |
| 11. | Francia           | Francia4 G. Beugnot, 5 Sénégal, 6 Dacoury, 7 Monclar, 8 Szanyiel, 9 Ostrowski, 10 Deganis, 11 Dubuisson, 12 Cham, 13 Kaba, 14 É. Beugnot, 15 Vestris, All. Jean Luent          |
| 12. | Egitto            | Egitto4 Bekhit, 5 Khaled, 6 Attalah, 7 Soliman, 8 Rabieh, 9 Abu al-Khair, 10 el-Gazzar, 11 Shouman, 12 Warda, 13 el-Sabbagh, 14 Marei, 15 Abou el-Nein, All. Fouad el-Kheir    |